# Gulbadan Begum
Gulbadan Begum (vers 1523 - 7 février 1603) est une princesse moghole et l'auteure du Humayun-nama, un récit de la vie de son demi-frère l'empereur Humayun.

## Biographie
Fille de l'empereur Babur, fondateur de l'empire moghol, et de Dildar Begum, Gulbadan Begum est âgée d'environ huit ans à la mort de son père en 1530. 
Son nom signifie « corps de rose » en persan classique.
Les frères et sœurs de Gulbadan comprennent son frère aîné, Hindal Mirza, et deux sœurs, Gulrang Begum et Gulchehra Begum, tandis que son jeune frère Alwar Mirza est décédé dans l'enfance. Parmi ses frères et sœurs, Gulbadan est très proche de son frère, Hindal Mirza.
Elle épouse son cousin, Khizr Khwaja Khan, à l'âge de dix-sept ans.
Elle passe une grande partie de sa vie à Kaboul. À d'autres époques, elle suit les pérégrinations traditionnelles de la cour moghole en Inde notamment à Agra et Lahore.
En 1540, Humayun perd le royaume que Babur avait établi en Inde, au profit de Sher Shah Suri, un soldat pachtoune du Bihar, qui fonde l'empire Suri. Humayun s'enfuit avec quelques fidèles. Il se réfugie à Lahore puis à Kaboul et s'exile pendant quinze ans en territoire safavide.
Gulbadan Begum retourne alors vivre à Kaboul.
Humayun rétablit finalement son trône en Inde mais meurt d'une chute peu de temps après.
Son fils et successeur, Akbar, invite Gulbadan Begum à rejoindre la maison impériale en 1557 à Agra.
Akbar, ainsi que sa mère Hamida Banu Begum, et toute la maison impériale, témoignent de l'affection et du respect à Gulbadan Begum. L'Akbarnama (en) (littéralement « livre d'Akbar ») du célèbre érudit persan Abul Fazl la mentionne d'ailleurs fréquemment[réf. souhaitée].
Elle se rend en pèlerinage à La Mecque avec d'autres femmes de la maison impériale et rentre chez elle sept ans plus tard en 1582. Elle meurt en 1603.
 (mars 2024).

## Humayun-nama
Gulbadan Begum écrit le Humayun-Nama (littéralement « livre d'Humayun ») à la demande de son neveu l'empereur Akbar qui connaît les talents de conteuse de sa tante et la charge d'écrire tout ce dont elle se souvient de la vie d'Humayun.
Elle relève le défi et rédige un document dont le titre complet est Ahwal Humayun Padshah Jamah Kardom Gulbadan Begum bint Babur Padshah amma Akbar Padshah mais qui sera plus connu sous le nom de Humayun-nama . 
Son récit la montre comme une personne pieuse et cultivée, qui aime lire et apprécie les confidences de son frère Humayun et de son neveu Akbar. C'est également une observatrice avisée des subtilités de la guerre et des intrigues royales. Elle rapporte les épreuves et les tribulations du règne de Humayun sans omettre le conflit fratricide entre Humayun et son demi-frère Kamran Mirza. Elle raconte également la vie dans le harem moghol et dans l'entourage impérial. Il s’agit du seul écrit survivant d'une princesse moghole du XVIe siècle.
Elle écrit dans un persan simple inspiré du style de son père dans le Baburnama contrairement à la langue érudite pratiquée par les écrivains persans les plus connus. Elle décrit les événements factuellement à partir de ses souvenirs, sans fioriture[réf. souhaitée].
Certains soupçonnent toutefois que Gulbadan Begum a écrit le Humayun-Nama dans sa langue maternelle, le turc, plutôt qu'en persan. Dans ce cas, le livre disponible aujourd'hui est une traduction.
Son mémoire ne nous a été transmis qu'en mauvais état et mal relié. De nombreuses pages manquent. Peu d’exemplaires du manuscrit ont du exister, ce qui explique qu'il n’ait pas reçu à l'époque la reconnaissance qu’il méritait.
Une copie abîmée du manuscrit est conservée à la British Library. Cet exemplaire trouvé à l'origine par un Anglais, le colonel G.W. Hamilton, est vendu au British Museum par sa veuve en 1868. L'existence du manuscrit n'est largement connue qu'à partir de 1901, date à laquelle Annette S. Beveridge le traduit en anglais. La traductrice désigne affectueusement Gulbadan  Begum sous le nom de Princess Rosebody en anglais.
Cette traduction anglaise  est rééditée en Inde en 2001. D'autre part, Pradosh Chattopadhyay a traduit Humayun Nama en bengali en 2006 publié par Chirayata Prokashan.

## Dans la culture populaire
- Gulbadan Begum est l'un des personnages principaux du roman de Salman Rushdie, L'Enchanteresse de Florence (2008)[9].
- Gulbadan Begum est interprétée par Shraddha Singh dans la série télévisée indienne Jodha Akbar.